# Brochantite
 (avril 2019).
Si vous disposez d'ouvrages ou d'articles de référence ou si vous connaissez des sites web de qualité traitant du thème abordé ici, merci de compléter l'article en donnant les références utiles à sa vérifiabilité et en les liant à la section « Notes et références ».
La brochantite est un sulfate minéral, un des nombreux sulfates cuivriques. 
Sa formule chimique est Cu4SO4(OH)6. Formé dans des climats arides ou dans des gisements de sulfure de cuivre à oxydation rapide, il a été nommé par Armand Lévy en l'honneur de son compatriote français, géologue et minéralogiste, André Brochant de Villiers.
Les couleurs des cristaux de brochantite varient du vert émeraude au vert-noir ou bleu-vert, et leurs formes peuvent être aciculaires (en forme d'aiguilles) ou prismatiques. La brochantite est souvent associée à des minéraux tels que la malachite, l'azurite et la chrysocolle, et peut former des pseudomorphes avec ces minéraux.
Le minerai se trouve en plusieurs endroits de la planète, notamment dans le sud-ouest des États-Unis (en particulier en Arizona), à Serifos en Grèce et au Chili.
La brochantite est un produit de corrosion courant sur les sculptures de bronze situées dans les zones urbaines, où le dioxyde de soufre atmosphérique (un polluant commun) est présent. La brochantite se forme principalement dans les zones exposées où les intempéries empêchent l’accumulation d’ions de cuivre et l’amélioration de l’acidité des pellicules d’eau. Dans les zones abritées, le principal produit de corrosion est l'antlérite.

## Historique
Elle est décrite en 1825, et nommée brochantite par Armand Lévy en l'honneur de André Brochant de Villiers.

### Topotype
Nizhnii Tagil, Sverdlovskaya, Oural (Russie)